# 5-я отдельная штурмовая бригада
5-я отдельная штурмовая Киевская бригада (5 ошбр) — тактическое соединение Сухопутных войск Украины.
Ведёт историю от 5-го отдельного штурмового полка.
5-й отдельный штурмовой полк был создан весной 2022 года, после начала российского вторжения на Украину. Участвовал в боях в районе города Лисичанск и на Угледарском направлении. Бригада в 2023 году воевала в Бахмуте и его окрестностях.

## История
Весной 2022 года, после начала российского вторжения, был создан 5-й отдельный штурмовой полк.
Полк принимал участие в боях за Лисичанский НПЗ, Северск, Углегорскую ТЭС и боях за станцию Майорская Горловского района.
В октябре 2022 года полк был задействован в боях за Бахмут, где воевал вместе с морской пехотой Украины и силами Национальной гвардии.
В 2023 году полк пополнился батальоном «Айдар», полк был реорганизован в 5-ю отдельную штурмовую бригаду.
24 февраля 2023 года бригаде вручено боевое знамя.
В середине марта 2023 года подразделение украинской 5-й отдельной штурмовой бригады защищало позицию в Ивановском под Бахмутом. 14 марта после интенсивного артобстрела россияне захватили позицию и захватили в плен пятерых украинских военнослужащих, после чего открыли по ним автоматный огонь. Четыре человека было убито, пятый — украинец Евген Роман — был нелетально ранен в руки и выжил. Через несколько минут по группе россиян, которые расстреляли украинских солдат, прилетела мина и оторвала одному из них ногу. Прочие находившиеся на месте россияне не оказали ему помощь. 15 марта украинские силы обстреляли минами находившихся рядом россиян, и Евген выполз к своим.
17 сентября 2023 года совместно с 80-й отдельной десантно-штурмовой бригадой и объединённой штурмовой бригадой НПУ «Лють» освободила село Клещиевка, которое находится под Бахмутом.
29 сентября 2023 года бригада получила почетное наименование «Киевская».
В начале июня 2024 года стало известно, что бригада приступила к формированию нового специализированного батальона, который будет укомплектован осуждёнными.

## Структура
- Управление (штаб)
- 24-й отдельный штурмовой батальон «Айдар»
- батальон специализированного назначения[5]

## Командование
(2022) полковник Павел Палиса
(2023) полковник Александр Яковенко

## Потери

### 2022
19 декабря 2022 года — Генов Сергей Георгиевич, заместитель командира боевой машины, наводчик-оператор. Он умер недалеко от вокзала. Майорск Донецкой области в результате танкового обстрела.

### 2023
- 9 февраля 2023 — Рымарев Владислав, позывной Фил. Погиб возле села Ивановское под Бахмутом Донецкой области. Во время штурма попал под минометный обстрел.
- 10 февраля 2023 — Мудревский Павел, старший солдат. Погиб у села Ивановское под Бахмутом Донецкой области во время артиллерийского обстрела.
- 19 февраля 2023 — Ткач Андрей, солдат. Погиб вблизи села Ивановское под Бахмутом Донецкой области.
- 24 февраля 2023 года — Куфтин Федор, солдат. Погиб под Бахмутом.
- 3 марта 2023 — Новик Дмитрий, старший солдат. Погиб под Бахмутом вблизи села Ивановское Донецкой области, в результате артиллерийского обстрела.
- 9 марта 2023 — Славский Андрей. Погиб под Бахмутом.
- 20 марта 2023 — Решетников Алексей Егорович (12.03.1975), старший сержант, командир боевой машины. Погиб в результате гранотометного обстрела вблизи поселка Ивановское.
- 16 мая 2023 — Поляцков Владимир «Спец», капитан. Погиб вблизи села Ивановское под Бахмутом Донецкой области, во время артиллерийского обстрела.
- 11 июня 2023 — Гарджала Николай «Гага», солдат. Погиб возле села Ивановское под Бахмутом Донецкой области в результате артиллерийского обстрела.
- 1 июля 2023 — Мамасуев Александр. Сержант, позывной Мамас. Погиб вблизи села Ивановское под Бахмутом Донецкой области. Получил смертельное огнестрельное ранение во время штурма.
- 4 сентября 2023 — Виктор Орел «Тихий», младший сержант. Погиб вблизи села Ивановское под Бахмутом во время минометного обстрела.
- 16 октября 2023 — Чизмарь Анатолий Ласлович, младший сержант, старший механик-водитель разведывательного отделения. Погиб в районе села Клещиевка Донецкой области.
- 18 октября 2023 — Писаренко Сергей Николаевич, сержант, старший водитель-пулеметчик. Умер в больнице Львова.
- 26 ноября 2023 — Анищенко Максим «Сидней» (26.12.1988)
- 29 ноября 2023 — Иваничкин Александр (21.09.1975)
- 26 декабря 2023 — Дружицкий Андрей
- 29 декабря 2023 — Иванюк Игорь Вячеславович «Майор» (06.10.1971), главный сержант, командир отделения.

### 2024
- 21 января 2024- Кравченко Владимир Анатольевич (1991)[6]
- 3 февраля 2024- Романюта Андрей Викторович (1996), солдат, стрелок-санитар. Погиб в районе села Ивановское Бахмутского района Донецкой области.[7]
- 14 марта 2024- Офицеренко Руслан Сергеевич, солдат, командир минометной батареи. Погиб в районе села Ивановское Бахмутского района Донецкой области.[8]

## Традиции
Указом Президента Украины № 607/2023 от 29 сентября 2023 бригаде присвоено почетное наименование «Киевская».

## Чествование
Высшими государственными наградами отмечены:
- Дикун Игорь Владимирович — старший солдат, заместитель командира сводной роты. Герой Украины (2022).[10]